# 謝英俊
謝英俊（1954年1月4日—），台灣建築師，自921大地震起投入災後重建的工作，考量到災民的負擔，他使用當地建材並做出容易建造的設計，提出與當地居民「協力造屋」的模式 。隨後也投入四川大地震、南亞海嘯及莫拉克風災等災區提供協助。
曾多次參加國內外建築展，並且獲得許多獎項，包括美國柯里史東設計獎及國家文藝獎等等。

## 生平
謝英俊1954年出生於台中縣和平鄉。1977年從淡江大學建築系畢業。服兵役期間，於部隊擔任陸軍建築工程官。考取建築師執照後，投入基層營造工作多年，累積許多實務上的經驗。將事務所設在新竹的謝英俊，承包了許多新竹科學園區的廠房建造。
1999年9月21日，台灣中部山區發生了規模7.3的大地震。這也成為了謝英俊人生的轉捩點。他受朋友之邀，前往南投日月潭邵族部落協助當地災民重建居所。為了以較低的成本，以及當地居民可以參與建造的「協力造屋」概念，他開發出了容易組裝、具有自由性與擴充性的抗震「輕鋼架型式」。以此為基礎，民眾可以用當地的素材、自力建構家園。隨後也在其它災區實踐這套方法。
2004年謝英俊認識了農業學者溫鐵軍，開始在中國河北、河南、安徽等地區推廣他的理念，嘗試讓當地農民協力建造抗震、環保、並具有地方特色的住宅。他主張蓋房子是基本人權，並表示：「傳統建築多由農民動手建造，累積很多智慧、技術及文化，非常值得學習、延續。」2008年四川大地震之後，謝英俊走入四川偏遠地區協助重建工作。2009年台灣莫拉克風災後，謝英俊受到台灣世界展望會和紅十字會的委託，在2010年底前協助了700戶家庭重建。
謝英俊曾代表台灣參加2006年的威尼斯雙年展和2009年的威尼斯當代藝術雙年展。在2009年與台灣建築師阮慶岳、芬蘭建築師馬可·卡薩格蘭組成建築團隊「弱」（WEAK!），以作品「繭」在深圳香港城市建築雙城雙年展展出。
2011年在策展人阮慶岳的策劃下，與中國建築師王澍合作了建築展「朗讀違章」。 
| 國家 | 城市 | 作品           | 圖片                           |
| ---- | ---- | -------------- | ------------------------------ |
| 中國 | 深圳 | 「繭」，2009年 | 參展作品「繭」，2009年於深圳。 |

2011年，因其在台灣以及中國等災區協助災民重建家園的貢獻，獲得以人道關懷著稱的美國 Curry Stone 設計獎首獎。是該獎的首位亞洲受獎人。2012年，因發展低成本、低技術的「協力造屋」模式，解決天災後偏遠及弱勢地區需求，獲頒第十六屆國家文藝獎。
2016年，謝英俊受邀代表綠黨社會民主黨聯盟參選不分區立法委員。
2017年，謝英俊在芬蘭赫爾辛基市區帶領難民蓋了一棟「中繼屋」，此舉再度引發激烈的挺反難民論辯，甚至引發一場遊行。

## 建築作品
| 國家 | 城市   | 作品                                           | 圖片                     |
| ---- | ------ | ---------------------------------------------- | ------------------------ |
| 臺灣 |        | 美濃客家文物館                                 |                          |
| 臺灣 | 新竹縣 | 新竹縣立文化中心（今已改制為新竹縣政府文化局） | 新竹縣政府文化局         |
| 臺灣 | 新竹縣 | 國立交通大學客家文化學院                       | 國立交通大學客家文化學院 |
| 臺灣 | 屏東縣 | 六堆客家文化園區                               |                          |

## 相關著作
| 年份   | 書名                                     | 出版社   | ISBN |
| 2003年 | 《屋頂上的石斛蘭：關於建築與文化的對話》 | 木馬文化 |      |
| 2012年 | 《朗讀違章》                             | 田園城市 |      |

## 外部連結
- Curry Stone Design Prize-Hsieh Ying-Chun
- TEDxTaipei 謝英俊：人民的力量（页面存档备份，存于）